# Andrija Paltašić
Andrija Paltašić (ita. Andreas de Paltasichis) (Kotor, 1450. – Mleci, oko 1500.) je bio hrvatski tiskar rodom iz Boke kotorske u Crnoj Gori.
Rodio se 1450. u Kotoru, ondašnjoj Mletačkoj Albaniji, posjedu Mletačke Republike.
Otišao je raditi u Mletke, u kojima je ustrajno radio od 1477. do 1493.
Poznat je po tiskanju slavnih klasičnih grčkih i rimskih radova (kao što su Ciceron, Diodor Sicilski, Vergilije, Terencije, Ovidije, Sekst Propercije, Katul i ostali) te djela humanističkih pisaca, historiografa i leksikografa.

Tiskao je i Bibliju na talijanskom jeziku, ali i jednu glazbenu knjigu - misal.
Danas se Paltašićeva djela nalaze diljem Europe, od toga se 38 nalazi u Hrvatskoj, a 3 u Crnoj Gori.

## Vanjske poveznice
- Hrv. znanstvena bibliografija Paltašić, Dobrićević Bilješke uz najstarije hrvatsko glazbeno tiskarstvo
- E-LIS Paltašić, Dobrićević bilješke uz najstarije hrvatsko glazbeno tiskarstvo
- Andrija Paltašić Hrvatska tehnička enciklopedija, portal hrvatske tehničke baštine. LZMK